# Torres de Fals
Las Torres de Fals son el conjunto monumental constituido por los restos del antiguo castillo de Fals, situado en el pueblo de Fals en el municipio de Fonollosa (Bages). Está formado por dos torres de defensa cilíndricas, la antigua iglesia parroquial de Sant Vicente y la rectoría. El conjunto está separado del pueblo por un barranco, en la vertiente derecha del arroyo de Fonollosa.

## El antiguo castillo
El castillo de Fals era la llave que abría y cerraba el paso del camino real de Barcelona a Cardona, es por eso que los señores del castillo de Cardona tuvieron siempre el dominio. Las primeras menciones de su existencia son del año 996.

## Las torres
Las dos torres están separadas, defendiendo los dos extremos del conjunto.
La torre adosada a la antigua rectoría y la iglesia es la más antigua, del siglo XI. Es de planta circular y un poco deformada en la base. Solo a partir de los 3 m de altura la construcción empieza a tomar su forma circular. El diámetro exterior de la torre es de 9 m y tiene una altura de unos 19,50 m.
A mediodía de esta, se sitúa la torre nueva, de estructura muy simple de unos 18 m de altura y 9 de diámetro. En los bloques de piedra que la componen aún pueden observarse algunas marcas de canteros. Esta, es una obra de finales del siglo XIII y principios del XIV. Está rodeada por un muro, seguramente de época más moderna, ya que está equipado con unas aspilleras, diseñadas para el uso de armas de fuego.

## La iglesia de Sant Vicente
Situada a continuación del antiguo castillo, la iglesia es de planta de cruz latina, orientada de este a oeste. Tiene una nave rectangular rematada con un cuerpo de planta cuadrangular, donde se encuentra el presbiterio y detrás de este, la sacristía.
Debido al mal estado constructivo del edificio, y sobre todo debido al peligro de derrumbe de las bóvedas y el tejado, se dejaron de hacer celebraciones. El lugar es el marco que acoge desde hace más de 30 años, la representación del belén viviente del Bages.
Desde el año 2000, el Servicio de Patrimonio Arquitectónico Local de la Diputación de Barcelona ha iniciado unas obras de restauración de la iglesia.